# Genom eld och vatten (album av Sarek)
Genom eld och vatten utkom 2003 och är den svenska etnopopgruppen Sareks debutalbum.

## Låtlista
1. Som om inget annat fanns
2. Tyst i gläntan
3. Genom eld och vatten
4. Vinterland
5. Här vid min sida
6. Över tusen hav
7. Solen glimmar
8. Dina ögon (tankar inför sommarbröllop)
9. Midsommartid
10. Om du tvekar
11. Gullvivskrans
12. Tills natten tar farväl

## Listplaceringar
| Lista (2003) | Topplacering                |
| ------------ | --------------------------- |
| Sverige      | Sverige (Sverigetopplistan) |